# كيومي كاتو
كيومي كاتو (باليابانية: 加藤喜代美؛ بالكانا: かとう きよみ) هو مصارع رياضي ياباني، ولد في 8 مارس 1948 في أساهيكاوا في اليابان.

## وصلات خارجية
- كيومي كاتو على موقع قاعدة بيانات المصارعة الدولية (الإنجليزية)
- كيومي كاتو على موقع اللجنة الأولمبية الدولية (الإنجليزية)
- كيومي كاتو على موقع أوليمبيديا (الإنجليزية)